# Мінуції (рід)

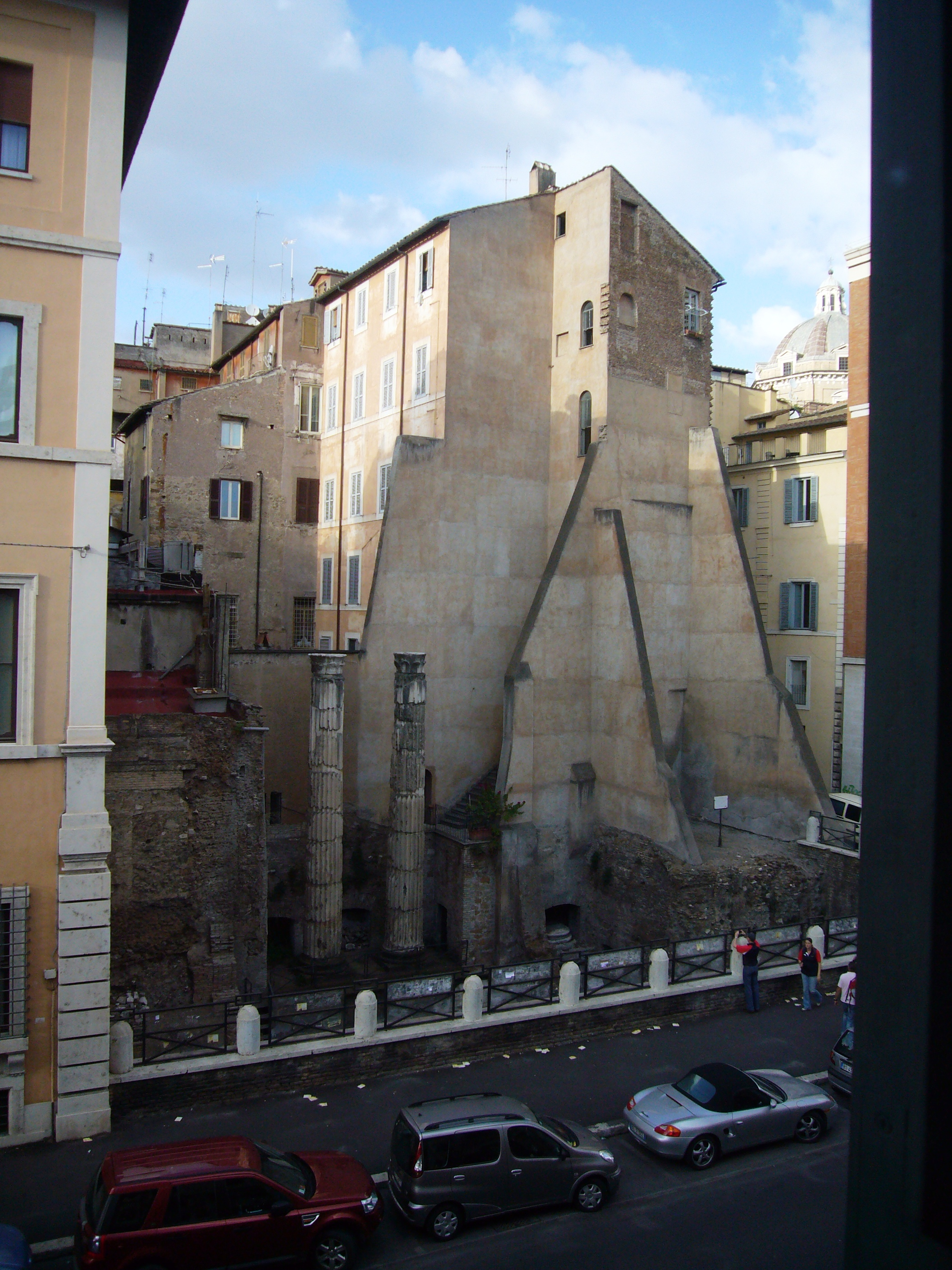
Портік Мінуція

Мінуції — патриціанський рід Стародавнього Риму. Мінуції були прихильниками аристократичного роду Еміліїв. Серед Мінуціїв було 10 консулів, 2 децемвіри, 1 начальник кінноти, 1 великий понтіфік. Вони багато займалися розбудовою Рима — будували портики, мости, дороги. Гілки цього роду: Руфи, Базіли, Авгуріни, Терми.

## Найвідоміші Мінуції
- Марк Мінуцій Авгурін, консул 497 та 491 років до н. е.
- Публій Мінуцій Авгурін, консул 492 року до н. е.
- Луцій Мінуцій Есквілін Авгурін, консул 458 року до н. е., невдало воював з еквами, децемвір 450 року до н. е., вбивця Спурія Мелія.
- Спурій Мінуцій, великий понтифік 420 року до н. е.
- Мінуція, весталка, у 337 році до н. е. була страчена за порушення обітниці цнотливості.
- Тиберій Мінуцій Авгурін, консул 305 року до н. е.
- Марк Мінуцій Руф, консул 221 року до н. е., начальник кінноти при диктаторі Квінт Фабії Максимі у 217 році до н. е., загинув у битві при Каннах.
- Квінт Мінуцій Руф, консул 197 року до н. е.
- Квінт Мінуцій Ферм, консул 193 року до н. е.
- Марк Мінуцій Руф — претор, сенатор, учасник комісій щодо владнання конфлікту між Карфагеном та Нумідією.
- Марк Мінуцій Руф, консул 110 року до н. е.
- Марк Мінуцій Ферм, пропретор 81 року до н. е., намісник провінції Азія.
- Марк Мінуцій Басіл, політичний діяч часів Другого тріумвірата.
- Марк Мінуцій Фелікс, письменник III ст. н. е., автор діалогу «Октавій».